# 冷たい頬/謝々!
『冷たい頬／謝々』（つめたいほほ／しぇいしぇい）は、日本のロックバンド・スピッツの通算18作目のシングルで、両A面シングル。1998年3月18日にポリドールより発売。

## 概要
8thアルバム『フェイクファー』からの先行シングル。当初はシングル発売の予定はなかったが、アルバムの発売が告知された後に急遽シングルの発売が決定し、アルバムの発売日（3月25日）より1週間前に発売されることとなった。ジャケットのカバーモデルは田島絵里香。アルバムと連動したジャケットとなっている。
同アルバム収録の2曲「冷たい頬」と「謝々!」を両A面として収録。しかし、公式サイトのバイオグラフィー、その他一部の文献ではタイトルが「冷たい頬」のみで両A面表記になっておらず、また、「謝々!」のプロモーションビデオは制作されなかった（これ以降の両A面シングルは、全て両A面表記になっており、プロモーションビデオは「ビギナー」と「僕はきっと旅に出る」を除き両曲制作されている）。なお、レコード会社のホームページでは両A面表記となっている。

## 収録曲
全曲 作詞、作曲／草野正宗　編曲／スピッツ&棚谷祐一
1. 冷たい頬
コニカ『Revio』CMソング。
MBS/TBSドラマ『伊藤くん A to E』の1･2話エンディングテーマ曲。
収録アルバム：『フェイクファー』、『RECYCLE Greatest Hits of SPITZ』、『CYCLE HIT 1997-2005 Spitz Complete Single Collection』
2. 謝々!
タイトルは「しぇいしぇい」と読む。中国語で「ありがとう」の意であるが、本来の中国語とは表記も発音も正しくはない。サウンド面ではトランペットとトロンボーンなどのホーンセクションを導入し、ゴスペル風のコーラスにE-cups（坂井利衣子、鈴木精華、柴田昌子）が参加した。
収録アルバム：『フェイクファー』

## 参加ミュージシャン
冷たい頬
- 草野マサムネ - Vocals, Acoustic Guitar
- 三輪テツヤ - Guitars
- 田村明浩 - Bass
- 﨑山龍男 - Drums, Percussion
- 棚谷祐一 - Keyboards

謝々!
- 草野マサムネ - Vocals
- 三輪テツヤ - Guitars
- 田村明浩 - Bass Guitar
- 﨑山龍男 - Drums
- 棚谷祐一 -  Keyboards
- 数原晋 - Trumpet
- 横山均 - Trumpet
- 白山文男 - Trumpet
- 中川英二郎 - Trombone
- 松本治 - Trombone
- 清岡太郎 - Trombone
- 三沢泉 - Percussion
- E-Cups（坂井利依子、鈴木清華、柴田章子 - Background Vocal

## カバー
冷たい頬
- 中村一義（2002年、スピッツのトリビュート・アルバム『一期一会 Sweets for my SPITZ』に収録）一部歌詞や、曲構成が変更されている。
- fragrance Feat.辻香織（2008年、アルバム『The Book of Love No.1〜VARIETE』に収録）
- TRICERATOPS（2013年、企画イベント・アルバム『連載・おとといミーティング TRICERATOPS"12-Bar"』に収録）
- 吉岡聖恵（2018年、カバー・アルバム『うたいろ』に収録）

謝々!
- 杏（2010年、ミニアルバム『LIGHTS』に収録）